# Kinshasa-N'Djili flygplats
Kinshasa-N'Djili flygplats (franska: Aéroport de N'djili, Aéroport international de Kinshasa) är en statlig flygplats i Kongo-Kinshasas huvudstad Kinshasa. Kinshasa-N'Djili flygplats ligger 313 meter över havet. IATA-koden är FIH och ICAO-koden FZAA. Kinshasa-N'Djili flygplats hade 17 328 starter och landningar (varav 9 235 inrikes) med totalt 790 895 passagerare (varav 269 705 inrikes), 35 597 ton inkommande frakt (varav 17 343 ton inrikes) och 32 257 ton utgående frakt (varav 23 695 ton inrikes) 2015.